# 丹花庵古墳
丹花庵古墳（たんげあんこふん）は、島根県松江市古曽志町にある古墳。形状は方墳。国の史跡に指定されている。

## 概要

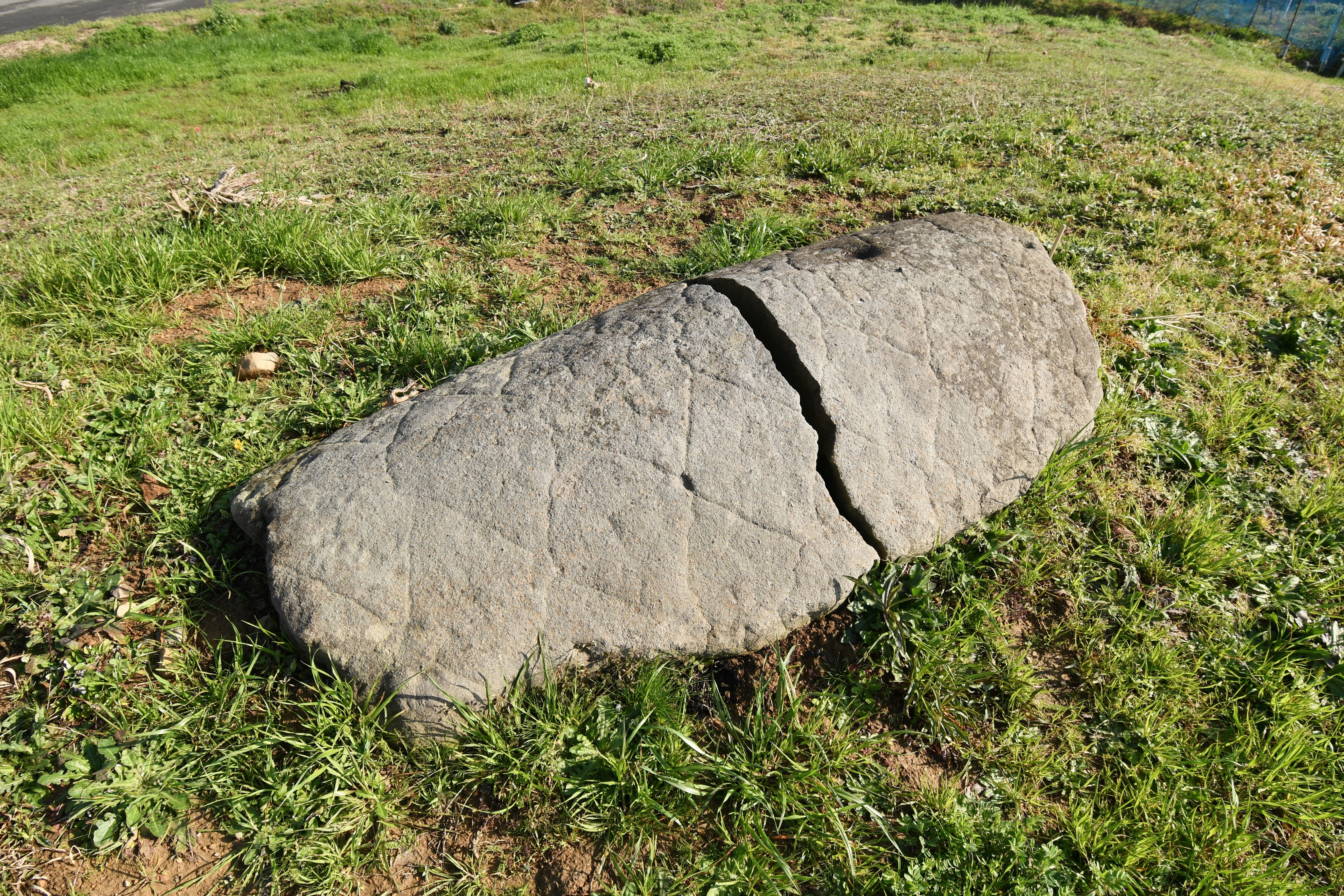
墳頂の長持形石棺外面に鋸歯文の線刻を施す。

島根県東部、佐陀低地西縁の低地に単独で築造された古墳である。1997年（平成9年）に測量調査が実施されている。
墳形は方形で、現状で45メートル×49メートルを測る（測量調査以前は一辺47メートルとされた）。墳丘は2段築成。墳丘外表では葺石・円筒埴輪（朝顔形埴輪含む）が認められる。埋葬施設は墳頂部における凝灰質砂岩製長持形石棺の直葬で、現在は蓋石が露出する。底石1・長側石2・短側石2・蓋石1の6石を組み合わせた石棺で、全体棺高は約1.2メートルを測る。底石は長さ2.58メートル・幅1.0メートル・厚さ0.26メートルを測り、両端には縄掛突起を付す。蓋石は一枚石を蒲鉾形に刳り抜いたもので、外面両斜面には突帯を挟んで2段の鋸歯文の線刻が施される。石棺は盗掘に遭っているが、鉄剣2・鉄刀3・三角板革綴短甲片・頸甲片・肩甲片が採集されている（埴輪片とともに島根大学考古学研究室所蔵）。
築造時期は、古墳時代中期の5世紀後半頃と推定される。長持形石棺は、「王者の石棺」とも称されるように中期の有力古墳に特有の棺であるが、本古墳の石棺は出雲地方では唯一となる典型的な長持形石棺であり、鋸歯文を施す点でも注目される。また、付近の古曽志大塚1号墳・古曽志大谷1号墳とともに中期の中規模首長墓群を形成しており、畿内色の強い埋葬施設を採用する点で、当時の政治情勢を考察するうえで重要視される古墳になる。
古墳域は1933年（昭和8年）に国の史跡に指定されている。

## 遺跡歴
- 明治期には石棺が露出[4]。
- 大正期、野津左馬之助による発掘および石棺実測・写真撮影（1925年に報告）[4]。
- 1930年（昭和5年）、梅原末治が学会に紹介[4]。
- 1933年（昭和8年）2月28日、国の史跡に指定。
- 戦後、墳丘測量・石棺蓋石実測調査（島根大学の山本清、1963年に報告）[4]。
- 1997年（平成9年）、測量調査（島根県古代文化センター、1998年に報告）。

## 文化財

### 国の史跡
- 丹花庵古墳 - 1933年（昭和8年）2月28日指定[5]。

## 関連施設
- 島根大学考古学研究室 - 丹花庵古墳の出土品を保管。

## 関連文献
（記事執筆に使用していない関連文献）
- 『島根縣史蹟名勝天然紀念物調査報告』 第5輯、島根県、1925年。
- 梅原末治「出雲八束郡の一装飾古墳」『歴史と地理』第26巻第3号、史学地理学同好会、1930年。
- 「丹花庵古墳」『島根の文化財』 第3集、島根県教育委員会、1963年。 - リンクは奈良文化財研究所「全国文化財総覧」。
- 島根県古代文化センター「丹花庵古墳の測量調査」『古代文化研究』第6号、島根県教育委員会、1998年3月、57-88頁。